# Szövetségi Statisztikai Hivatal
A Szövetségi Statisztikai Hivatal (németül Statistisches Bundesamt, rövidítve Destatis) Németország egyik szövetségi intézménye, amely a hivatalos statisztikák elkészítéséért felelős. A belügyminisztérium felügyelete alatt működik. Központja Wiesbadenben van, és mintegy 2800 alkalmazottal működik. Különböző osztályai Wiesbadenben, Bonnban és Berlinben dolgoznak.
A Destatis gyűjti, feldolgozza, közzé teszi és elemzi a gazdaság, a társadalom és a környezet területeiről származó adatokat. A célja mindenki által elérhető, objektív, független és számszerű, közérdekű információkat előállítani. 
A wiesbaadenben működő osztály a fő iroda, itt van Németország legnagyobb statisztikára szakosodott könyvtárat is. Itt van a Destatis elnökének a hivatala is. Hagyományos alapon a Destatis elnöke a Szövetségi Választási Biztos, aki a Bundestag és az Európai Parlament választásokat felügyeli.
A Destatis információs szolgáltató központja a Berlini Információs Pont, amely többek közt a kormány, más szövetségi intézmények, a követségek és az üzleti élet szereplői számára nyújt szolgáltatásokat.